# Zadnia Nowoleśna Turnia
Zadnia Nowoleśna Turnia (słow. Západná Slavkovská veža, niem. Westlicher Schlagendorfer Turm, węg. Nyugati Szalóki torony) – najwyższa z trzech Nowoleśnych Turni (2389 m n.p.m.) znajdujących się w Nowoleśnej Grani w słowackiej części Tatr Wysokich. Od Skrajnej Warzęchowej Turni oddziela ją Usypista Szczerbina, a od Pośredniej Nowoleśnej Turni siodło Nowoleśnej Szczerbiny. Zadnia Nowoleśna Turnia, podobnie jak inne okoliczne obiekty, jest wyłączona z ruchu turystycznego, na jej wierzchołek mają wstęp jedynie taternicy.
Zadnia Nowoleśna Turnia stanowi najwyższe i najbardziej wysunięte na zachód wzniesienie Nowoleśnych Turni. Jest ona także najwyższym wierzchołkiem całej Nowoleśnej Grani. Przez jej północną ścianę przebiega fragment Nowoleśnej Galerii – Zadnia Nowoleśna Galeria.

## Historia
Pierwsze wejścia turystyczne:
- Karol Englisch i Johann Hunsdorfer senior, 7 sierpnia 1902 r. – letnie,
- Władysław Krygowski, 13 marca 1928 r. – zimowe.

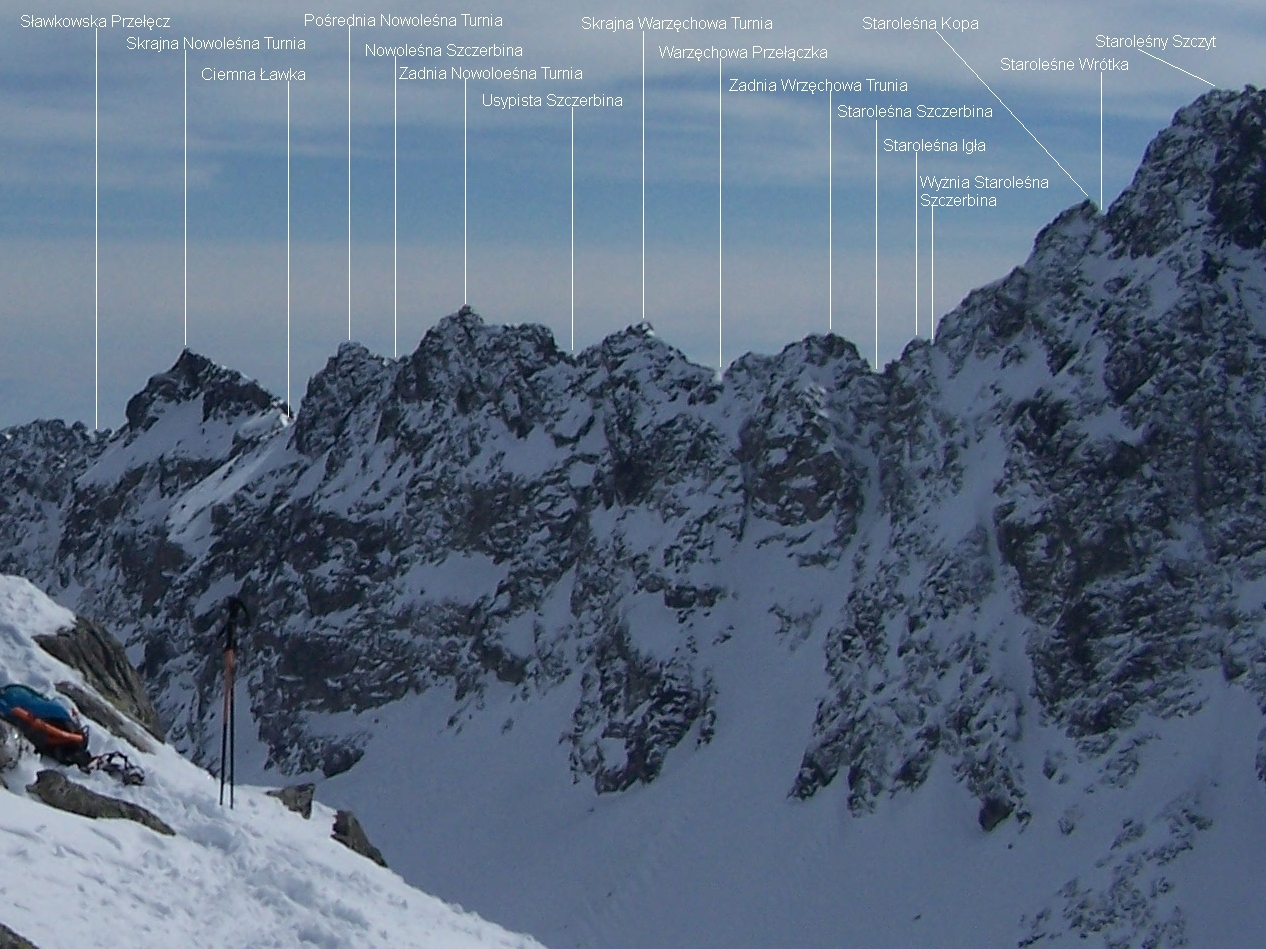
Widok ze Świstowego Szczytu